# سلمى حسن
سلمى حسن هي القائدة الحالية لمنطقة أنسبا بايريتريا.
سلمى حسن قد تم اعفاؤها مؤخرا من منصبها كمديرة لمنطقة أنسيبا، وكما تم تعيينها وزيرة جديدة للرعاية الاجتماعية في مكان السيدة أسكالو منقريوس. السيدة منقريوس بدورها، تم تعيينها وزيرة للسياحة.[بحاجة لمصدر]